# Đại học Kyung Hee
Đại học Kyung Hee (viết tắt là KHU) (Hangul: 경희대학교; Hanja: 慶熙大學校;  Hán-Việt: Khánh Hy Đại học hiệu) là một trường đại học tư thục ở Hàn Quốc với các cơ sở tại Seoul và Suwon. Được thành lập vào năm 1949, trường được nhiều ý kiến đánh giá là một trong những trường đại học tốt nhất ở Hàn Quốc. Đại học Kyung Hee là một phần của Hệ thống Đại học Kyung Hee, cung cấp giáo dục toàn diện từ mẫu giáo đến sau đại học.
Tính đến năm 2020, khoảng 33.000 sinh viên đã theo học tại Đại học Kyung Hee. Trường bao gồm 24 trường đào tạo đại học, 1 khoa đào tạo sau đại học tổng hợp, 13 khoa đào tạo sau đại học chuyên ngành và 49 viện nghiên cứu phụ trợ. Trường cung cấp chương trình du học hợp tác với 434 trường đại học kết nghĩa ở 69 quốc gia.
Đại học Kyung Hee nổi tiếng với ngành Y học Triều Tiên, được xem là ngành hàng đầu về y học cổ truyền Triều Tiên và các phương pháp y học cổ truyền châu Á khác.

## Lịch sử
Đại học Kyung Hee có nguồn gốc từ năm 1949 với tên gọi Cao đẳng Sin Heung là một trường cao đẳng hệ 2 năm. Giữa cuộc khủng hoảng tài chính của chiến tranh Triều Tiên, Young Seek Choue đã mua lại ngôi trường đang gặp khó khăn vào năm 1951 và được công nhận là trường đại học hệ 4 năm vào năm 1952. Năm 1954, trường sau đại học được thành lập. Trường được đổi tên thành Đại học Kyung Hee vào năm 1960.
Trường đã đăng cai tổ chức hội nghị năm 1968 của Hiệp hội Quốc tế các Hiệu trưởng Đại học, lần đầu tiên được đề xuất vào năm 1981 là Ngày Quốc tế Hòa bình của Liên Hợp Quốc, tổ chức Hội nghị Quốc tế Seoul năm 1999 của các tổ chức phi chính phủ, tổ chức Diễn đàn Công dân Thế giới năm 2009, tổ chức Hội nghị chuyên đề Quốc tế UNAI-Kyung Hee năm 2011, và dẫn đầu phong trào Xã hội Chung Toàn cầu.
Năm 1993, Kyung Hee đã nhận được Giải thưởng của UNESCO về Giáo dục Hòa bình.:tr. 53 Năm 2006, Kyung Hee và đại học Pennsylvania khởi xướng Chương trình Mùa hè Hợp tác Penn-Kyung Hee,:tr. 458 hai năm sau đó là Chương trình Hợp tác Toàn cầu Lưu trữ ngày 19 tháng 1 năm 2016 tại Wayback Machine chính thức với đại học Bắc Kinh, đại học Ritsumeikan, đại học Quốc gia Moskva; Vụ Liên Hợp Quốc về Vấn đề Kinh tế và Xã hội; và Hội nghị các tổ chức phi chính phủ (CoNGO).

## Biểu tượng
Biểu tượng của trường là chữ "trường đại học" bằng ký tự tiếng Trung Quốc (nó đã được thay đổi vào năm 2016 để chỉ biểu tượng của cuốn sách) và có hình bản đồ thế giới ở dưới nền. Điều này tượng trưng cho tầm nhìn của Kyung Hee về toàn cầu hóa cũng như tư duy cởi mở và chủ nghĩa nhân văn đối với thế giới. Linh vật của trường là Sư tử cười, chiếc bờm như ngọn đuốc soi sáng sự thật và con chim bồ câu, một biểu tượng quốc tế của hòa bình. Các đội thể thao và các sản phẩm quảng bá khác nhau của trường sử dụng dấu hiệu nhân vật để tăng giá trị thương hiệu của Kyung Hee trên toàn thế giới. Hoa mộc lan là loài hoa làm biểu tượng chính thức của Đại học Kyung Hee và logo mộc lan thể hiện những phẩm chất tượng trưng cho sự kiên cường, nét đẹp, sự hào phóng và đoàn kết.
- Biểu tượng của trường
- Linh vật của trường là Sư tử cườiLinh vật của trường là Sư tử cười
- Loài hoa làm biểu tượng của trường là hoa mộc lan

## Học thuật

### Khoa ngành đào tạo đại học
- Ngành Nhân văn
- Ngành Luật
- Ngành Kinh tế và Chính trị
- Ngành Quản trị
- Ngành Quản trị Khách sạn và Du lịch
- Ngành Khoa học
- Ngành Sinh thái Nhân văn
- Ngành Y
- Ngành Y học Triều Tiên
- Ngành Nha khoa
- Ngành Dược
- Ngành Khoa học Điều dưỡng
- Ngành Âm nhạc
- Ngành Mỹ thuật
- Ngành Múa
- Khoa Nổi bật Toàn cầu
- Ngành Kỹ thuật
- Ngành Điện tử & Thông tin
- Ngành Phần mềm
- Ngành Khoa học Ứng dụng
- Ngành Khoa học Đời sống
- Ngành Nghiên cứu Quốc tế
- Ngành Ngoại ngữ và Văn học
- Ngành Nghệ thuật & Thiết kế
- Ngành Sư phạm Thể chất
- Ngành Khoa học Y tế Đông Tây

### Khoa ngành đào tạo sau đại học
- Khoa đào tạo sau đại học (tổng hợp)
- Khoa đào tạo sau đại học về Kinh doanh
- Khoa đào tạo sau đại học về Sư phạm
- Khoa đào tạo sau đại học về Chính sách Công và Sự Tham gia của Công dân
- Khoa đào tạo sau đại học về Báo chí và Tuyên truyền
- Khoa đào tạo sau đại học về Giáo dục Thể chất
- Khoa đào tạo sau đại học về Quản lý Công nghệ
- Khoa đào tạo sau đại học về Pháp lý Quốc tế
- Khoa đào tạo sau đại học về Nghiên cứu Quốc tế Liên Thái Bình Dương
- Khoa đào tạo sau đại học về Khoa học Y tế Đông Tây
- Viện đào tạo sau đại học về Nghiên cứu Hòa bình
- Khoa đào tạo sau đại học về Du lịch
- Khoa đào tạo sau đại học về Nghệ thuật và Thiết kế Kết hợp
- Khoa đào tạo sau đại học về Y khoa Chuyên khoa
- Khoa đào tạo sau đại học về Nha khoa Chuyên khoa
- Trường luật
- Khoa đào tạo sau đại học về Công nghệ Sinh học

Nguồn:

### Các chương trình học thuật nổi bật

#### Y học cổ truyền Triều Tiên

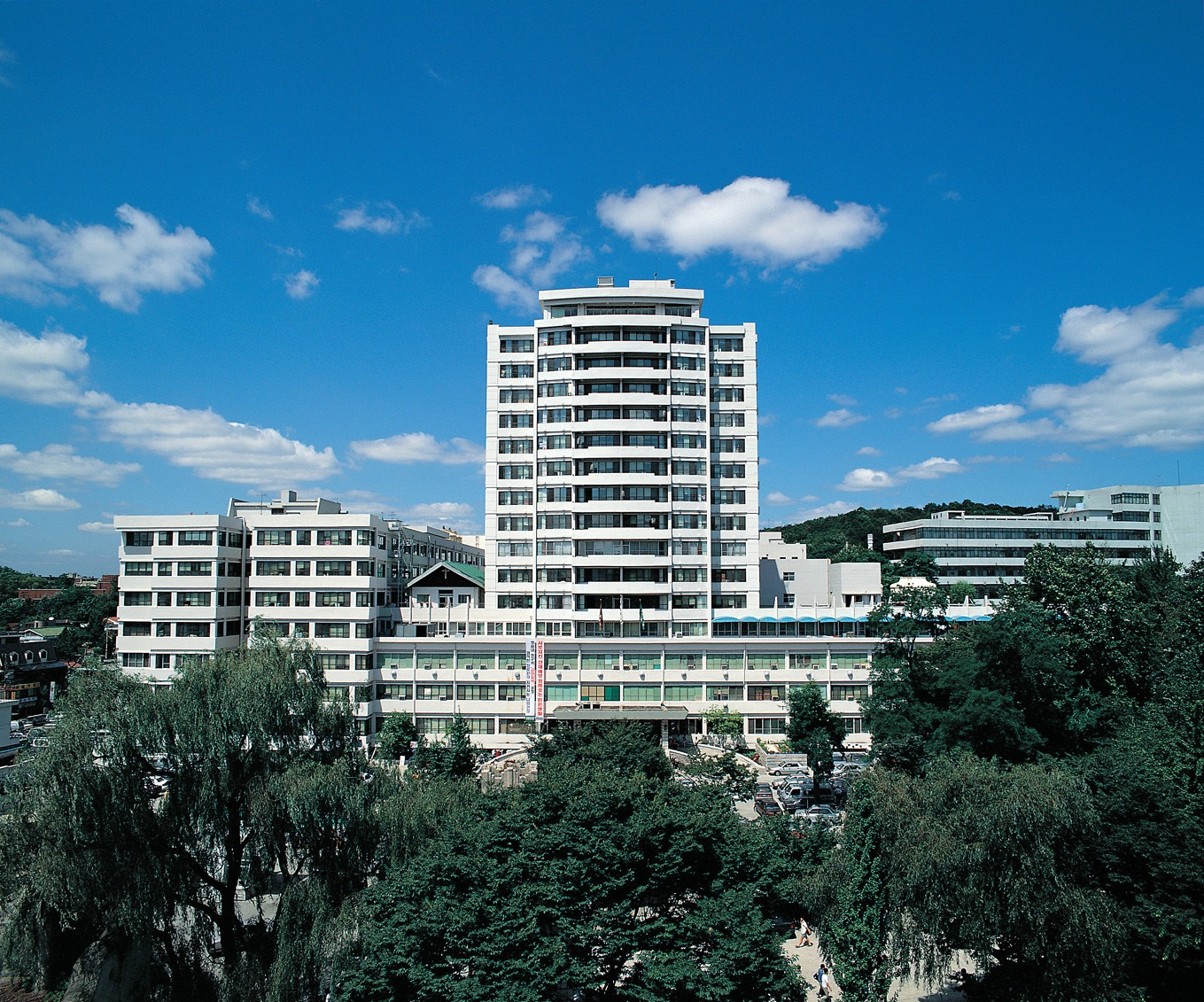
Trung tâm Y tế Kyung Hee

Được thành lập vào năm 1948 với tên gọi Đại học Dongyang và tái tổ chức vào năm 1965 thành Trường đại học Y học Triều Tiên Kyung Hee (KHKM), KHKM là một trong 11 trường đại học y khoa của Hàn Quốc chuyên nghiên cứu về thực hành y học cổ truyền. Năm 1972, các nhà nghiên cứu của KHKM đã chứng minh một phương pháp gây mê châm cứu không dùng thuốc. Năm 1998, Kyung Hee thành lập Nghiên cứu Quốc tế về Y học Triều Tiên để mở rộng phạm vi tiếp cận của mình với các học giả quốc tế. Năm 1999, họ thành lập khoa đào tạo sau đại học về Khoa học Đông Tây Y (GSM) để kết hợp các phương pháp chẩn đoán phương Đông và phương Tây. Khoa đào tạo đại học y học Triều Tiên và khoa đào tạo sau đại học về Y khoa đã tích hợp hai phương pháp truyền thống trong Trung tâm Y tế Kyung Hee và sự hợp tác tích cực diễn ra giữa khoa đại học và khoa kỹ thuật y sinh về phương pháp châm cứu, điều kiện y tế mãn tính, bệnh bại liệt, bệnh lão khoa.
Trung tâm y tế được chia thành: Bệnh viện Đa khoa, Bệnh viện Nha khoa, Bệnh viện Y học Triều Tiên, Trung tâm Y tế Đông Tây, Viện Nghiên cứu Khoa học Y tế. Trong một nghiên cứu năm 1999, chương trình giảng dạy y học Triều Tiên của Kyung Hee bao gồm thực hành và nghiên cứu 60% phương Đông và 40% phương Tây.

#### Giáo dục thể chất
Khoa Giáo dục Thể chất tại KHU được thành lập với tên gọi Khoa Giáo dục Thể chất tại Hàn Quốc vào năm 1949, và trở thành bàn đạp để đóng vai trò then chốt trong nền giáo dục Thể chất của Hàn Quốc. Nó được thăng cấp thành trường giáo dục thể chất sau khi hoàn thành việc xây dựng phòng tập thể dục lớn nhất châu Á vào năm 1955. Chương trình tiến sĩ được mở vào năm 1980 lần đầu tiên tại Hàn Quốc. Hiện tại, có 5 ban trong khoa Giáo dục Thể chất: Giáo dục thể chất, Y học thể thao, huấn luyện viên, Quản lý chơi gôn, Taekwondo.

## Cơ sở học xá
Đại học Kyung Hee có ba cơ sở học xá. Cơ sở đầu tiên là Cơ sở Seoul (rộng 99,1 ha) nằm ở quận Dongdaemun của Seoul, được thành lập vào năm 1954. Năm 1979, trường thành lập cơ sở thứ hai là Cơ sở Toàn cầu (rộng 206,4 ha) ở Yongin, gần Suwon. Năm 1984, trường thành lập cơ sở thứ ba là Cơ sở Gwangneung (rộng 4,8 ha) ở Namyangju, ngay ngoại ô Seoul, đây là nơi đặt Viện sau đại học về Nghiên cứu Hòa bình.

Khu cơ sở học xá Seoul của trường đại học Kyung Hee

## Cơ sở vật chất

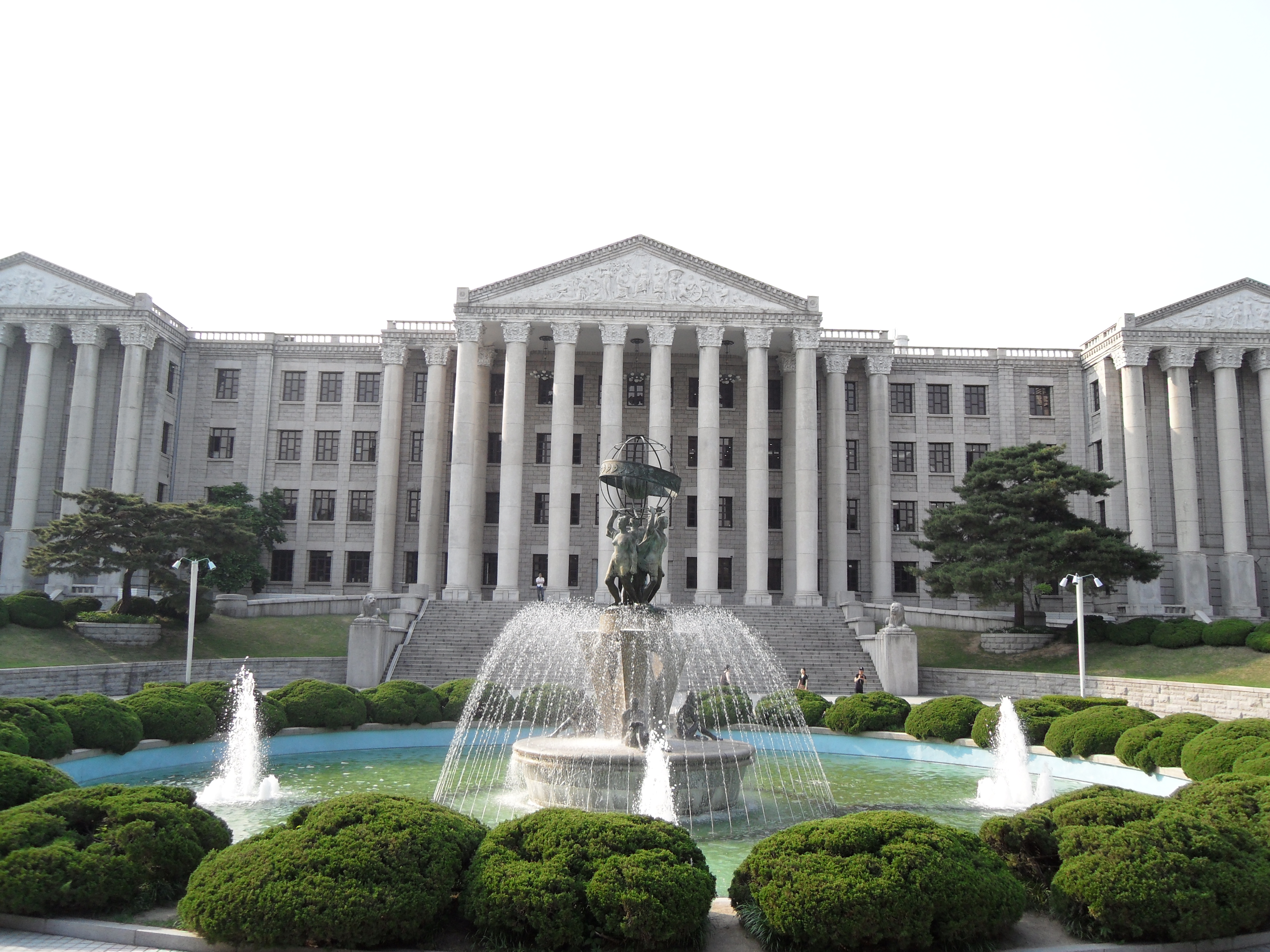

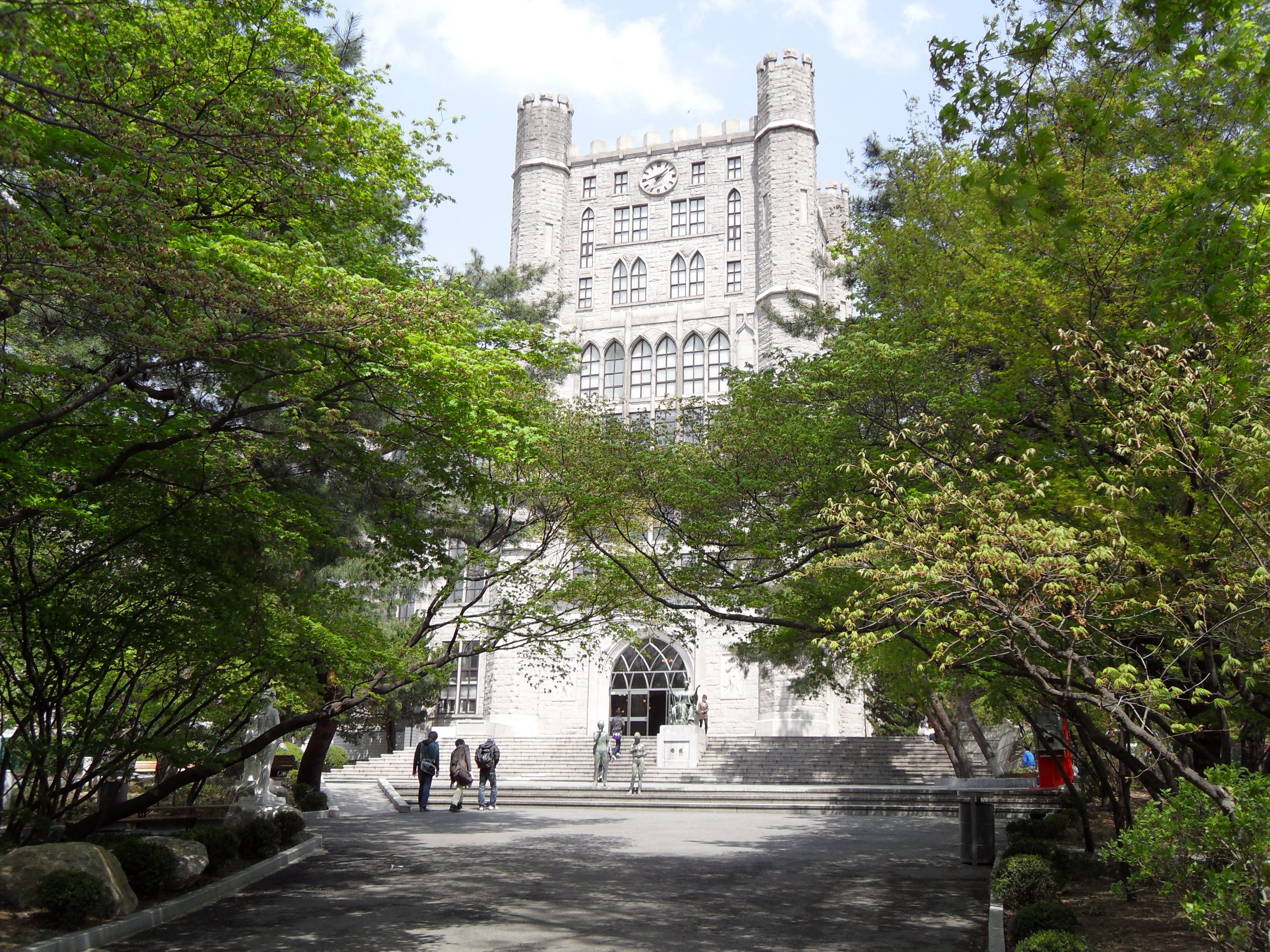
Thư viện Trung tâm và Bảo tàng (Cơ sở Seoul)

### Bảo tàng Trung tâm
Bảo tàng Trung tâm mở cửa vào tháng 10 năm 1955 và sau đó được chuyển đến tầng 4 của tòa nhà thư viện trung tâm vào tháng 11 năm 1966 khi thư viện này hoàn thành xây dựng. Năm 2001, nó được đăng ký là Bảo tàng Quốc gia số 1 của Hàn Quốc (Bộ Văn hóa và Du lịch đăng ký số 193), sau đó đưa vào điện toán hóa các bộ sưu tập hiện vật trưng bày và ra mắt dịch vụ tìm kiếm trên internet vào tháng 1 năm 2004.

### Bảo tàng Lịch sử Tự nhiên
Bảo tàng Lịch sử Tự nhiên của Đại học Kyung Hee là bảo tàng do Đại học Kyung Hee thành lập và điều hành. Bảo tàng mở cửa vào ngày 13 tháng 6 năm 1978, lưu trữ khoảng 70.000 mẫu vật và vật liệu tự nhiên như đá, khoáng chất, động vật có vú, chim, côn trùng, cá, thực vật. Mỗi loại gồm 1.200 mẫu đá và khoáng sản, 5.000 mẫu chim và động vật có vú, 50.000 mẫu côn trùng, 4.000 mẫu thực vật.

### Bảo tàng Hye Jung
Bảo tàng Hye Jung là bảo tàng cấp cao đầu tiên được thành lập ở Hàn Quốc. Từ thế kỷ 11 đến thế kỷ 20, nơi đây có bộ sưu tập tài liệu lớn nhất được sản xuất tại Cao Ly gồm bản đồ cổ, đèn chiếu sáng, tài liệu lịch sử liên quan. Ông đã giới thiệu một bản đồ được thực hiện ở phương Tây và tạo ra một tiểu sử mới có thể phản ánh một cách khách quan hình ảnh bán đảo Triều Tiên trên bản đồ.

## Chương trình

### Chương trình Mùa hè Hợp tác Toàn cầu
Chương trình Mùa hè Hợp tác Toàn cầu (Global Collaborative Summer Program) là một chương trình mùa hè cho phép sinh viên quốc tế tham gia các lớp học do các học giả hướng dẫn và tham gia vào các cuộc thảo luận về quản trị toàn cầu và tính bền vững. Chương trình này do đại học Pennsylvania, đại học Bắc Kinh, đại học Ritsumeikan, đại học Quốc gia Moskva đồng điều hành với sự hợp tác của Liên Hợp Quốc và Hội nghị các tổ chức phi chính phủ (CoNGO). Thông qua nghiên cứu, giáo dục, các mô-đun về quản trị toàn cầu, hoặc tính bền vững và môi trường, sinh viên quốc tế sẽ hợp tác trong các dự án nghiên cứu.

### Diễn đàn Công dân Thế giới
Khởi động như một sáng kiến tham gia với Vụ Liên Hợp Quốc về Vấn đề Kinh tế và Xã hội, Diễn đàn Công dân Thế giới (World Civic Forum) là một tổ chức toàn cầu tập hợp các tổ chức học thuật, tổ chức quốc tế, xã hội dân sự, chính phủ, khu vực kinh doanh và giới truyền thông để tạo ra các chương trình trong giáo dục, nghiên cứu, thực hành liên quan đến những thách thức của việc làm cho thế giới trở thành một nơi tốt hơn để sống. Được tổ chức đồng thời với Diễn đàn Công dân Thế giới, Diễn đàn Thanh thiếu niên Công dân Thế giới tập trung thanh thiếu niên quan tâm vào các vấn đề toàn cầu đương đại, các giá trị công dân, sự tham gia, và hành động.

### Các tổ chức Dịch vụ Toàn cầu
Các tổ chức Dịch vụ Toàn cầu (Global Service Corps) nhấn mạnh nghiên cứu về hòa bình trong các hình thức dịch vụ công mới. Triển khai vào tháng 9 năm 2010, nỗ lực được đặt vào hoạt động tình nguyện, trách nhiệm xã hội, dịch vụ xã hội, sự tham gia của khu vực và toàn cầu trong các lĩnh vực như cộng đồng nông dân nông thôn, bảo vệ môi trường và điều trị y tế cho những người thiệt thòi. Chương trình nhằm mục đích tìm kiếm các phương tiện để giải quyết sự tham gia của thể chế vào các vấn đề toàn cầu thông qua nghiên cứu, giáo dục, thực hành, phương tiện truyền thông. Hợp tác với Liên Hợp Quốc, các tổ chức phi chính phủ quốc tế, các tập đoàn và các tổ chức khác.

### Mạng lưới Studio Toàn cầu
Mạng lưới Studio Toàn cầu (Global Studio Network) liên kết bởi Internet giữa các học viện và cá nhân đa dạng trên khắp thế giới để có thể giao tiếp vượt qua rào cản về ngôn ngữ và văn hóa. Mạng lưới làm việc với cả tổ chức trong nước và quốc tế để khuyến khích thảo luận. Các vấn đề trước đây bao gồm các vấn đề môi trường và giải quyết xung đột với Liên Hợp Quốc và UNESCO.

### Học viện Toàn cầu về các Nền văn minh Tương lai
Học viện Toàn cầu về các Nền văn minh Tương lai (Global Academy for Future Civilizations) là một tập hợp các tổ chức nghiên cứu quốc tế nhằm tạo ra một nền văn minh nhân văn hơn trong thế kỷ 21. Chương trình làm việc với Liên Hợp Quốc và các tổ chức khác.

### Tác động Học thuật Liên Hợp Quốc
Trường đại học và chương trình Tác động Học thuật Liên Hợp Quốc (United Nations Academic Impact) tìm cách liên kết các tổ chức giáo dục đại học với Liên Hợp Quốc nhằm hỗ trợ các nguyên tắc của Liên Hợp Quốc trong lĩnh vực nhân quyền, xóa mù chữ, tính bền vững và giải quyết xung đột. Tác động Học thuật cũng yêu cầu mỗi trường đại học tham gia phải chứng minh sự ủng hộ với ít nhất một trong những nguyên tắc đó mỗi năm.

## Viện nghiên cứu

### Các cơ sở ở Seoul
- Nghiên cứu quốc tế về y học Triều Tiên
- Viện Xã hội Con người
- Viện nghiên cứu Khoa học Xã hội
- Viện nghiên cứu Khoa học Nhân văn
- Viện nghiên cứu các vấn đề Giáo dục
- Viện nghiên cứu pháp lý
- Viện quan hệ rộng
- Viện Điểu học Hàn Quốc (nghiên cứu các loài chim)
- Viện nghiên cứu Đông Tây Y
- Viện nghiên cứu Sinh học Răng miệng
- Viện Môi trường Toàn cầu
- Viện Y học Triều tiên
- Viện nghiên cứu Điều dưỡng Đông Tây
- Viện nghiên cứu Nghệ thuật Đương đại
- Viện nghiên cứu Y tế Kohwang
- Viện nghiên cứu Khoa học về Đời sống Con người
- Trung tâm Nghiên cứu Ngôn ngữ
- Viện nghiên cứu Đông Tây Dược
- Viện nghiên cứu Dinh dưỡng Lâm sàng
- Trung tâm Nghiên cứu Thông tin ngành Du lịch
- Trung tâm Phát triển và Thử nghiệm Vật liệu Nha khoa
- Trung tâm Nghiên cứu Hiển thị Nâng cao
- Trung tâm Quản lý Văn hóa và Nghệ thuật
- Trung tâm Diễn thuyết và Tranh luận Quốc tế
- Viện nghiên cứu ngành Chăm sóc Sức khỏe
- Trung tâm Nghiên cứu Bệnh về não và Liên quan đến Tuổi tác
- Trung tâm Nghiên cứu Khoa học Kinh tuyến và Châm cứu

### Các cơ sở toàn cầu
- Viện các vấn đề toàn cầu
- Trung tâm Nghiên cứu Văn hóa Giao thoa
- Viện Khoa học Xã hội và Chính sách
- Viện nghiên cứu Thiết kế
- Trung tâm Nghiên cứu Chuyển hóa Thực vật
- Trung tâm Nghiên cứu Hình ảnh Trở kháng
- Viện nghiên cứu Văn hóa Hye-Jung
- Trung tâm Công nghệ Sinh học về Da
- Viện nghiên cứu Liên kết Công nghiệp
- Viện Khoa học Tự nhiên
- Viện Khoa học Đời sống và Tài nguyên
- Viện nghiên cứu Khoa học Thể thao
- Viện Công nghệ Đa phương tiện
- Trung tâm Nghiên cứu Vật liệu để Hiển thị Thông tin
- Trung tâm Đổi mới Khu vực - Thành phần và Vật liệu để Hiển thị Thông tin

## Xếp hạng
Vào năm 2020, đại học Kyung Hee được xếp hạng đứng thứ 6 ở Hàn Quốc, thứ 40 ở châu Á và thứ 247 trên thế giới, theo bảng xếp hạng đại học thế giới Quacquarelli Symonds. Chương trình Quản lý Khách sạn và Giải trí của trường được xếp hạng 50 trên thế giới vào năm 2018 - cao nhất trong tất cả các lĩnh vực chương trình của trường.

## Cựu sinh viên nổi bật

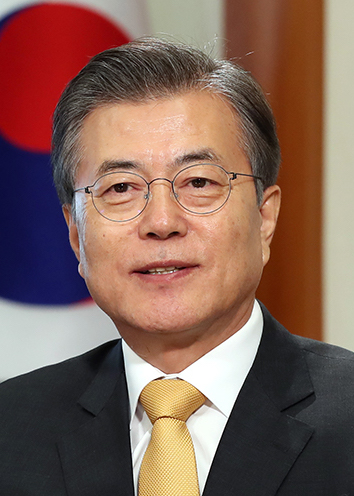
Moon Jae-in, Tổng thống thứ 12 của Hàn Quốc

### Chính trị, chính phủ và dịch vụ công
- Kim Dae-jung – Tổng thống thứ 8 của Hàn Quốc
- Moon Jae-in – Tổng thống thứ 12 của Hàn Quốc
- Kim Jung-sook – Đệ nhất Phu nhân Hàn Quốc, vợ của Moon Jae-in

### Văn học và nghệ thuật
- Han Su-san – nhà văn, tác giả
- Cho Hae-il – nhà văn, tác giả
- Jeong Ho-seung – nhà thơ
- Kim Jong-ok – nhà văn, tác giả
- Won Tae-yeon – nhà thơ
- Kwak Jae-yong – đạo diễn điện ảnh, nhà biên kịch

### Thể thao
- Yeo Hong-chul – vận động viên thể dục dụng cụ, huy chương bạc Olympic
- Yun Mi-jin – cung thủ, huy chương vàng Olympic
- Lee Ho-suk – vận động viên trượt băng tốc độ cự ly ngắn, huy chương vàng Olympic
- Kong Young-il – một trong mười hai đại võ sư taekwondo đầu tiên
- Moon Dai-won – võ sĩ người México gốc Hàn Quốc, được mệnh danh là "Cha đẻ của Taekwondo México"
- Park Jong-hwan – cựu huấn luyện viên của đội tuyển bóng đá quốc gia Hàn Quốc
- Lee Woon-jae – thủ môn bóng đá, cựu thành viên của đội tuyển bóng đá quốc gia Hàn Quốc
- Park Kun-ha – cựu cầu thủ bóng đá, huấn luyện viên của đội tuyển bóng đá U-23 quốc gia Hàn Quốc
- Lee Jung-soo – cầu thủ bóng đá
- Lee Ho – cầu thủ bóng đá
- Yoon Kyung-shin – cầu thủ bóng ném

### Giải trí
- Bang Yong-guk (B.A.P)
- Brother Su
- Byun Baek-hyun (EXO)
- Cha Hun (N.Flying)
- Changmin (TVXQ)
- Chen (ca sĩ) (EXO)
- Daesung (Big Bang)
- D.O. (ca sĩ) (EXO)
- G-Dragon (Big Bang)
- Go Joon-hee
- Gong Yoo
- Han Da-min
- Han Ga-in
- Han Seung-yeon (Kara)
- Hwang Seung-eon
- Hwang Soo-jung
- Hwanhee (Fly to the Sky)
- I.M (rapper) (Monsta X)
- Im Hyun-sik
- Im Jung-eun
- Jang Seo-hee
- Jang Su-won (Sechs Kies)
- Jeon Ji-yoon (4Minute)
- Jo Kwon (2AM)
- Jun. K (2PM)
- Jun Kwang-ryul
- Jung Yoon-hak  (Supernova)
- Jung Joon-ho
- Jung Woo
- Kang Min-kyung (Davichi)
- Kang San-ae
- Kang Shin-il
- Kangin (Super Junior)
- Kim E-Z (Baby Vox)
- Kim Hae-sook
- Kim Inseong (SF9)
- Kim Ji-seok
- Kim Jong-wook
- Kim Nam-joo
- Kim Ok-bin
- Kim Sun-a
- Kim Sung-ryung
- Kim Tae-ri
- Kim Tae-woo (g.o.d)
- Kim Yeon-ji (SeeYa)
- Kim Yoo-ri
- Kyuhyun (Super Junior)
- Lee Hae-ri (Davichi)
- Lee Hong-gi (F.T. Island)
- Lee Hyori (Fin.K.L)
- Lee Joo-young
- Lee Ki-chan
- Lee Seung-hyung
- Lee Tae-sun
- Lim Seul-ong (2AM)
- Min Kyung-hoon (Buzz)
- Na Tae-joo
- Ock Joo-hyun (Fin.K.L)
- Oh Min-suk
- Oh Na-ra
- Oh Seung-hoon
- Park Chanyeol (EXO)
- Park Hyo-shin
- Park Ji-yoon
- Park Narae (Spica)
- Lizzy (After School và Orange Caramel)
- Park Soo-jin (Sugar)
- Park Ye-eun (Wonder Girls)
- Park Yoo-chun (JYJ)
- Rain (nghệ sĩ)
- Rowoon (SF9)
- Ryu Hwa-young (T-ara)
- Seo Ji-hoon
- Seolhyun (AOA)
- Shin Bora (Brave Guys)
- Sohyang
- Suho (EXO)
- Sung Yu-ri (Fin.K.L)
- Tymee
- Wax
- Wheesung
- Yoon Doo-joon (Highlight)
- Yoon Eun-hye (Baby Vox)
- Yoon Kye-sang (g.o.d)